# Kurt Böhner

Kurt Böhner

Kurt Böhner (* 29. November 1914 in Halberstadt; † 31. Mai 2007 in Dinkelsbühl) war ein deutscher Prähistoriker und Mittelalterarchäologe.

## Leben
Kurt Böhner studierte 1933–1939 an der Friedrich-Alexander-Universität Erlangen und der Ludwig-Maximilians-Universität. Er wurde im Corps Germania München recipiert und blieb zeitlebens Mitglied. Mit einer Doktorarbeit bei Hans Zeiss wurde er 1942 zum Dr. phil. promoviert. Danach wurde Böhner 1943 Direktorialassistent am Rheinischen Landesmuseum Bonn, dessen Direktor er 1955 wurde. 1958 übernahm Böhner das Amt des geschäftsführenden Direktors des Römisch-Germanischen Zentralmuseums in Mainz. 1959 wurde er zum Honorarprofessor an der Universität Mainz ernannt. 1962 übernahm Böhner den Verbandsvorsitz im West- und Süddeutschen Verband für Altertumsforschung als Nachfolger von Ferdinand Kutsch, den er über 20 Jahre, bis zum Jahr 1983 innehatte. Pensioniert war er seit 1981.
Böhner hat sich als Prähistoriker vor allem im Bereich der Frühmittelalterforschung einen internationalen Ruf erarbeitet. Seine Forschungsleistung geht im Wesentlichen auf seine Dissertation zurück, die seine zentralen Forschungsthemen erstmals umrissen hat. Ihre Bedeutung liegt darin, dass sie ein Chronologiegerüst erarbeitet hat, das beim damaligen Forschungsstand einen wichtigen Fortschritt bedeutete. Auch heute wird es vielfach noch verwendet. Wegweisend für lange Zeit wurden auch seine siedlungsgeographischen Beobachtungen etwa zum Verhältnis von Gräberfeld und Siedlung oder seine Überlegungen zur herrschaftlichen Bindung frühmittelalterlicher Handwerksbelege. Von Bedeutung sind auch seine Forschungen zur Frage einer Kontinuität zwischen Antike und Mittelalter, die er in mehreren Übersichtsarbeiten und zahlreichen Einzelstudien in den Führern zu vor- und frühgeschichtlichen Denkmälern in Deutschland veröffentlicht hat.

## Ehrungen
- Verdienstorden der Bundesrepublik Deutschland, Bundesverdienstkreuz 1. Klasse[2], 1975
- Ehrenmitglied der Anthropologischen Gesellschaft in Wien
- Mitglied des Deutschen Archäologischen Instituts
- Korrespondierendes Mitglied der Akademie der Wissenschaften und der Literatur in Mainz ab 1975
- Korrespondierendes Mitglied der Heidelberger Akademie der Wissenschaften ab 1980
- Ehrendoktorwürde der Universität Uppsala

## Schriften (Auswahl)
- Die Frage der Kontinuität zwischen Altertum und Mittelalter im Spiegel der fränkischen Funde des Rheinlandes. In: Trierer Zeitschrift. Band 19, 1950, S. 82–106.
- Die fränkischen Altertümer des Trierer Landes (= Germanische Denkmäler der Völkerwanderungszeit. Serie B, Band 1). 2 Teilbände, Berlin 1958.
- Frühmittelalterliche Töpferöfen in Walberberg und Pingsdorf. In: Bonner Jahrbücher. Band 155/156, 1955/1956, S. 372–385.
- Fränkische Waffengräber aus dem Moselland (= Inventaria Archaeologica (Deutschland). Heft 4, Blatt D31–D40). Bonn 1958.
- Das Grab eines fränkischen Herren aus Morken im Rheinland (= Kunst und Altertum am Rhein. Heft 4). Böhlau, Köln/Graz 1959.
- mit Detlev Ellmers und Konrad Weidemann: Das frühe Mittelalter (= Führer durch das Römisch-Germanische Zentralmuseum in Mainz. Band 1). Philipp von Zabern, Mainz 1970. Leicht veränderte 2. Auflage ebenda 1980.
- Mainz im Altertum und im frühen Mittelalter. Eltville 1988.
- Eltville. Hof, Burg, Stadt. Eltville 1991.
- mit A. Berger  und H. Thoma: Der Hesselberg. Gunzenhausen 1993.
- Altertumskunde heiter. Karikaturen einer Wissenschaft. Habelt, Bonn 2000.